# Campeonato Africano de Atletismo de 2022 - 110 m com barreiras masculino
A prova dos 110 metros com barreiras masculino do Campeonato Africano de Atletismo de 2022 foi disputada nos dias 8 e 9 de junho, no Complexo Esportivo Nacional Cote d'Or, em Saint Pierre, na Maurícia.

## Recordes
Antes desta competição, os recordes mundiais e do campeonato nesta prova eram os seguintes:
|                       | Nome           | Nacionalidade  | Tempo  | Local    | Data                  |
| --------------------- | -------------- | -------------- | ------ | -------- | --------------------- |
| Recorde mundial       | Aries Merritt  | Estados Unidos | 12s 80 | Bruxelas | 7 de setembro de 2012 |
| Recorde do campeonato | Antonio Alkana | África do Sul  | 13s 43 | Durban   | 25 de junho de 2016   |
| Recorde africano      | Antonio Alkana | África do Sul  | 13s 11 | Praga    | 5 de junho de 2017    |

## Medalhistas
| Ouro                 | Prata                      | Bronze               |
| Amine Bouanani (ALG) | Jérémie Lararaudeuse (MRI) | Antonio Alkana (RSA) |

## Cronograma
Todos os horários são locais (UTC+4). 
| Data       | Hora  | Evento  |
| ---------- | ----- | ------- |
| 8 de junho | 14:25 | Bateria |
| 9 de junho | 17:15 | Final   |

## Resultados

### Bateria
Qualificação: 2 atletas de cada bateria (Q) mais os 2 melhores qualificados (q). 
Vento:
Bateria 1: +2.8 m/s, Bateria 2: +2.7 m/s, Bateria 3: +3.3 m/s
| Posição | Bateria | Atleta               | Nacionalidade                  | Tempo | Notas |
| ------- | ------- | -------------------- | ------------------------------ | ----- | ----- |
| 1       | 2       | Antonio Alkana       | África do Sul                  | 13.35 | Q     |
| 2       | 3       | Amine Bouanani       | Argélia                        | 13.52 | Q     |
| 3       | 1       | Wellington Zaza      | Libéria                        | 13.53 | Q     |
| 4       | 1       | Jérémie Lararaudeuse | Ilhas Maurícias                | 13.68 | Q     |
| 5       | 3       | Saguirou Badamassi   | Níger                          | 13.71 | Q     |
| 6       | 1       | Oyeniyi Adejoye      | Nigéria                        | 13.81 | q     |
| 7       | 3       | Wiseman Mukhobe      | Quênia                         | 13.89 | q     |
| 8       | 2       | Youssef Sayed        | Egito                          | 14.04 | Q     |
| 9       | 2       | Ruan de Vries        | África do Sul                  | 14.22 |       |
| 10      | 3       | Prosper Ekporere     | Nigéria                        | 14.24 |       |
| 11      | 2       | Rivaldo Roberts      | África do Sul                  | 14.25 |       |
| 12      | 2       | Michael Nzuku        | Quênia                         | 14.32 |       |
| 13      | 3       | Jorim Léonard Bangué | Camarões                       | 14.35 |       |
| 14      | 1       | Derese Tesfaye       | Etiópia                        | 15.05 |       |
| 15      | 2       | Joel Tshikamba       | República Democrática do Congo | 15.94 |       |
| 98      | 1       | Louis François Mendy | Senegal                        | DNF   |       |
| 99      | 1       | Richard Diawara      | Mali                           | DNS   |       |
| 99      | 1       | Alex Al-Ameen        | Nigéria                        | DNS   |       |
| 99      | 2       | Michael Danford      | Tanzânia                       | DNS   |       |
| 99      | 2       | Alvine Nkumu         | República Democrática do Congo | DNS   |       |
| 99      | 3       | Kemorena Tisang      | Botswana                       | DNS   |       |

### Final
A final ocorreu dia 9 de junho às 17:15.
Vento: +4.8 m/s
| Posição           | Raia | Atleta               | Nacionalidade   | Tempo | Notas |
| ----------------- | ---- | -------------------- | --------------- | ----- | ----- |
| Medalha de ouro   | 4    | Amine Bouanani       | Argélia         | 13.26 |       |
| Medalha de prata  | 5    | Jérémie Lararaudeuse | Ilhas Maurícias | 13.55 |       |
| Medalha de bronze | 3    | Antonio Alkana       | África do Sul   | 13.59 |       |
| 4                 | 6    | Wellington Zaza      | Libéria         | 13.69 |       |
| 5                 | 2    | Oyeniyi Adejoye      | Nigéria         | 13.82 |       |
| 6                 | 1    | Wiseman Mukhobe      | Quênia          | 13.85 |       |
| 7                 | 8    | Saguirou Badamassi   | Níger           | 13.93 |       |
| 8                 | 7    | Youssef Sayed        | Egito           | 14.15 |       |

Legenda
| Recorde mundial       | Recorde mundial (World record)               |                       | Recorde africano                      | Recorde africano (African) |                                           | Q | Classificado por posição (Qualified) |
| Recorde do campeonato | Recorde do campeonato (Championship record)  | Recorde da América    | Recorde da América (Americas)         | q                          | Classificado por melhor tempo (Qualified) |   |                                      |
| Melhor marca do ano   | Melhor marca do ano (World leading)          | Recorde asiático      | Recorde asiático (Asian)              | DNS                        | Não largou (Did not start)                |   |                                      |
| Recorde nacional      | Recorde nacional (National record)           | Recorde europeu       | Recorde europeu (European)            | DNF                        | Não terminou (Did not finish)             |   |                                      |
| Recorde pessoal       | Recorde pessoal do atleta (Personal best)    | Recorde da Oceania    | Recorde da Oceania (Oceania)          | DSQ / DQ                   | Desclassificado (Disqualified)            |   |                                      |
| Recorde da temporada  | Recorde da temporada do atleta (Season best) | Recorde sul-americano | Recorde sul-americano (South America) | NM                         | Sem marca (No mark)                       |   |                                      |